# Ubaí
Ubaí is een gemeente in de Braziliaanse deelstaat Minas Gerais. De gemeente telt 12.499 inwoners (schatting 2009).

## Aangrenzende gemeenten
De gemeente grenst aan Brasília de Minas, Campo Azul, Icaraí de Minas, Luislândia, Ponto Chique en São Romão.